# Vyžlovka
Vyžlovka är en ort i Tjeckien.   Den ligger i regionen Mellersta Böhmen, i den centrala delen av landet, 29 km öster om huvudstaden Prag. Vyžlovka ligger 420 meter över havet och antalet invånare är 479.
Terrängen runt Vyžlovka är huvudsakligen platt, men söderut är den kuperad. Runt Vyžlovka är det ganska glesbefolkat, med 23 invånare per kvadratkilometer. Närmaste större samhälle är Horní Počernice, 19,0 km nordväst om Vyžlovka. I omgivningarna runt Vyžlovka växer i huvudsak blandskog.